# (466275) 2013 OF7
(466275) 2013 OF7 es un asteroide perteneciente al cinturón de asteroides, descubierto el 2 de mayo de 2008 por el equipo Spacewatch desde el Observatorio Nacional de Kitt Peak (Arizona, Estados Unidos).